# نیتروسیل فلوئورید
نیتروسیل فلوئورید (به انگلیسی: Nitrosyl fluoride) با فرمول شیمیایی NOF یک ترکیب شیمیایی با شناسه پاب‌کم 123261 است. که جرم مولی آن 49.0045 g/mol می‌باشد. شکل ظاهری این ترکیب، گاز بی‌رنگ مایل به آبی با ناخالصی است.